# Сольве, Эрнест Гастон

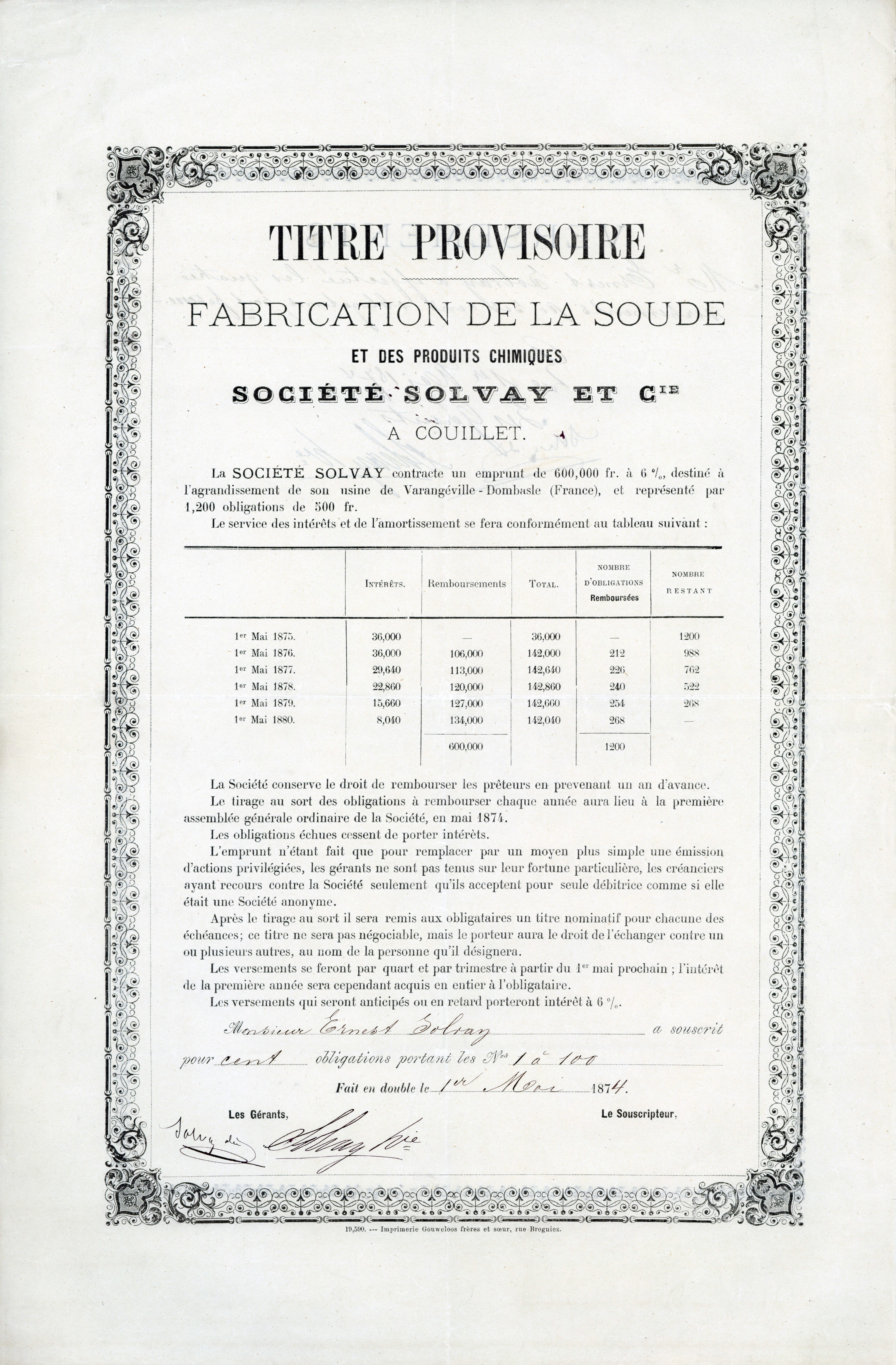
Глобальный сертификат на 100 облигаций № 1-100 компании Société Solvay & Cie. по 500 франков каждая, выданный 1 мая 1874 года Эрнесту Сольвею и подписанный им лично как старшим директором. Облигация под 6 % годовых на общую сумму 600 000 франков была выпущена для строительства фабрики в Домбасл-сюр-Мерте во Франции.

Эрнест Гастон Сольве (фр. Solvay; 16 апреля 1838 года, Ребек — 26 мая 1922 года, Иксель) — бельгийский учёный-химик и предприниматель.
С 21 года работал вместе с дядей на химической фабрике. В 1861 году разработал аммиачный способ получения соды из поваренной соли, который был лучше ранее известного способа Леблана. В 1863 году организовал компанию Solvay & Cie и первую фабрику по производству соды неподалёку от Шарлеруа в Бельгии. Вплоть до 1872 года совершенствовал свой процесс и, наконец, его запатентовал. После этого заводы Solvay появились в Великобритании, США, Германии и Австрии. В настоящее время по всему миру работает около 70 заводов этой компании.
Сольве совместно с пермским купцом И. И. Любимовым в августе 1883 года построил в России Березниковский содовый завод в Пермской губернии на левом берегу Камы, напротив Усолья, в районе поселка «Березники. С ним же в 1887 году Э. Сольве учредил акционерное общество для производства соды в России Любимов, Сольве и Ко», которому, кроме Березниковского, принадлежал также Лисичанский содовый завод.
Эксплуатация патентов принесла Сольве значительные богатства, которые он использовал на благотворительные цели, в том числе на создание в 1894 году Института социальных наук (ИСН) («Institut des Sciences Sociales», ISS) в Свободном университете Брюсселя, а также Международного института физики и химии. В 1903 году основал Школу бизнеса Сольве, которая также является частью Свободного университета Брюсселя.
В 1911 году выступил инициатором международного форума физиков, названного в его честь Сольвеевским конгрессом. В период с 1911 по 2020 годы в Брюсселе состоялось 28 Сольвеевских конгрессов по физике и 25 — по химии. На первых сольвеевских конгрессах активно обсуждалась бурно развивавшаяся тогда новая область физики — квантовая механика, они считаются важными вехами в истории её развития, именно на конгрессах проходила дискуссия Бора и Эйнштейна. Участниками конгрессов были все крупнейшие европейские физики своего времени: Макс Планк, Эрнест Резерфорд, Мария Склодовская-Кюри, Альберт Эйнштейн, Вернер Гейзенберг, Эрвин Шрёдингер, Поль Дирак, Вольфганг Паули, Макс Борн, Нильс Бор и другие.
Был два раза избран в Сенат Бельгии от Либеральной партии и назначен государственным министром в конце своей жизни.
Городки Сольвей (штат Нью-Йорк) и Розиньяно-Сольве (пригород Розиньяно-Мариттимо) в Италии, где были расположены первые заводы Сольве в США и в Италии, соответственно, также названы в его честь.
Пожертвовал деньги на создание горного приюта на северо-восточном гребне Маттерхорне в 1915 году, который существует до сих пор и носит его имя.
Похоронен на кладбище Икселя в пригороде Брюсселя.